# Barbara Murray
Barbara Murray (Salisbury, 1949) è una critica d'arte e curatrice zimbabwese.

## Biografia
Ha curato numerose esposizioni presso la Galleria Nazionale dello Zimbabwe, suo paese natale, ed è stata collaboratrice della galleria Tengenenge. È stata direttrice di Gallery, una rivista creata nel 1994 dalla Delta Gallery Publications e segretario generale della Zimbabwe association of art Critics. A causa della situazione politica dello Zimbabwe nell'ottobre 2000 si trasferisce a Londra, dove lavora come curatrice indipendente, continuando a seguire progetti legati all'Africa. Nel 2006 è stata co-curatrice della Biennale di Dakar.